# Papaver humile
Papaver humile är en vallmoväxtart. Papaver humile ingår i släktet vallmor, och familjen vallmoväxter.

## Underarter
Arten delas in i följande underarter:
- P. h. humile
- P. h. sharonense